# Square Sainte-Hélène
Le square Sainte-Hélène est un square du 18e arrondissement de Paris.

## Situation et accès
Le site est accessible par le 43, rue Letort.
Il est desservi par la ligne 4 à la station Porte de Clignancourt.